# 焉耆
焉耆，又称乌耆（焉耆语：Arśi），是位于新疆塔里木盆地東北部古国。其国都是员渠（“焉耆”的同名异译），在今焉耆回族自治县黑城遗址（維吾爾語：قاراشەھەر‎ Qarašähär）。

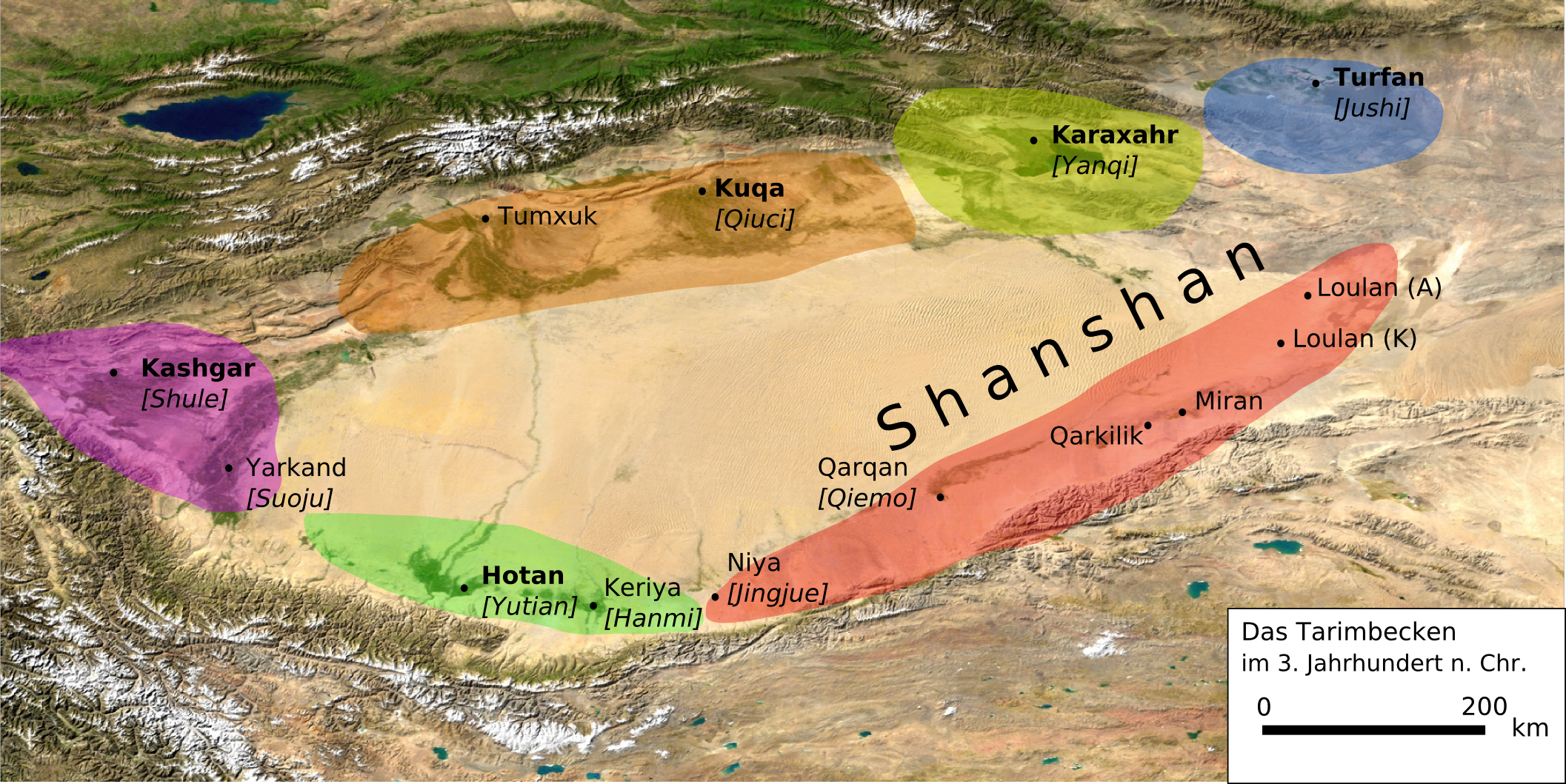
焉耆古國的位置（塔里木盆地東北部淺綠色區域）

焉耆人称呼自己的国家为“Arśi”。“焉耆”这一译名是原始焉耆龟兹语中“*Ārke-”一词的上古汉语音译。梵语将焉耆称呼为Agni，为“火焰”之意，法显将其译为乌夷，玄奘将其译为阿耆尼。

## 地理
焉耆国都為员渠城，離长安七千三百里。公元前二世紀至元年間約四千戶，人口約三万餘人，兵士六千人。西南至都护治所四百里，南至尉犁百里，北与乌孙接。

## 历史

### 漢朝时代
漢朝時代，匈奴西边日逐王設置僮仆都尉，令其統领西域，常居焉耆、危须、尉犁间，並向诸国徵税，收入頗豐 。

### 新朝时代
王莽始建国五年（13年）西域诸国中焉耆先叛王莽，杀都护但钦。天凤五年（18年），王莽遣大使五威将王骏、西域都护李崇率領戊己校尉出西域，诸国皆郊迎贡献。诸国先前曾杀都护但钦，王骏欲攻擊，命佐帅何封、戊己校尉郭钦别将。焉耆诈降，伏兵击王骏等。王钦、何封后到，袭击老弱，从车师还入塞。王莽拜王钦为填外将军，封劋胡子，何封为集胡男。

### 唐朝时代
唐朝時代，焉耆都督府本焉耆国，国王姓龙，名突骑支，常受西突厥驅使。贞观十八年（644年），安西都护郭孝恪为西州道行军总管，讨伐焉耆，平定之，自此臣属於唐，并成为安西四镇之一。

### 清朝时代
清朝光绪二十四年（1898年）升喀喇沙尔直隶厅置；治所在今焉耆，辖境大约相当今新疆巴音郭楞蒙古自治州地；1913年废。

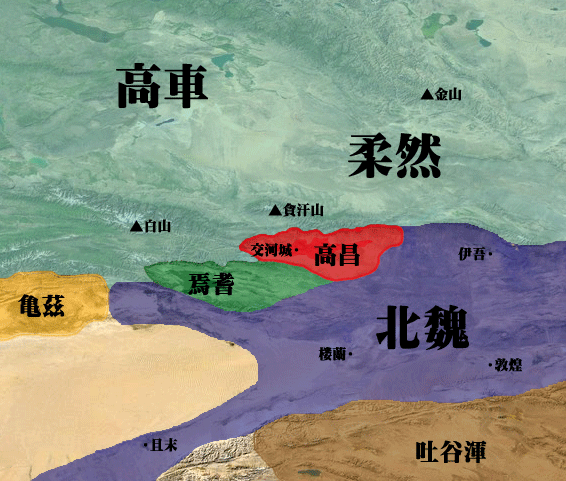
北魏時代焉耆与周邊国。

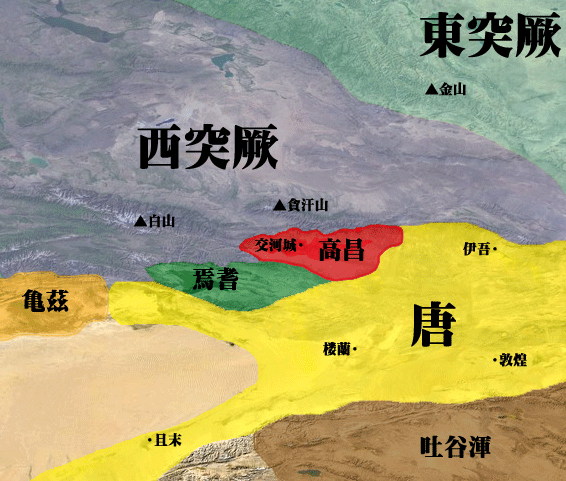
唐代焉耆与周邊国。

## 君主

### 兩漢時期
焉耆(58-792)
- 舜	(30) 	戊午 	58
- 忠 	(3) 	戊子 	88
- 广 	(3) 	辛卯 	91
- 元孟 	(34) 	甲午 	94-127

### 兩晉時期
- 龙安 	(9) 	庚子 	280
- 龙会 	(17) 	己酉 	289
- 龙熙 	(39) 	丙寅 	306
- 泥流 	(40) 	乙巳 	345
- 龙鸠尸卑那 	(63) 	乙酉 	385

### 南北朝時期
- 唐和 	(1) 	戊子 	448
- 车歇 	(48) 	己丑 	449
- 麴嘉第二子 (4) 	丁丑 	497

### 隋唐時期
- 龙突骑支 	(40) 	乙丑 	605
- 龙栗婆準 	(2) 	甲辰 	644
- 龙薛婆阿那支 	(5) 	乙巳 	645
- 龙先那準 	(1) 	己酉 	649
- 龙突骑支 	(2) 	庚戌 	650
- 龙嫩突 	(68) 	辛亥 	651
- 龙焉吐拂延 	(25) 	己未 	719
- 龙长安 	(8) 	丁丑 	737
- 龙突骑施 	(21) 	乙酉 	745
- 龙如林 	(25) 	丁未 	767

## 语言
焉耆人使用吐火罗语（也称焉耆语或東吐火羅語）。

## 宗教
唐贞观元年（627年）著名高僧玄奘到印度取经，在《大唐西域記》对于焉耆国的佛教有详细的叙述：
“伽蓝十馀所，僧徒二千馀人习学小乘佛教说一切有部。经教律仪，既遵印度。”
“荒城北四十馀里。接山阿。隔一河水。有二伽蓝。同名照怙厘。而东西随称。佛像庄饰殆越人工。僧徒清斋诚为勤励东。照怙厘佛堂中有玉石。面广二尺 馀。色带黄白状如海蛤。其上有佛足履之迹。长尺有八寸。广馀六寸矣。或有斋 日照烛光明。大城西门外路左右各有立佛像。高九十馀尺。于此像前建五年一大 会处。每岁秋分数十日间。举国僧徒皆来会集。上自君王下至士庶。捐废俗务奉 持斋戒。受经听法渴日忘疲。诸僧伽蓝庄严佛像。莹以珍宝饰之锦绮。载诸赞舆 谓之行像。动以千数云集会所。常以月十五日晦日。国王大臣谋议国事。访及高 僧然後宣布。会场西北渡河至阿奢理贰伽蓝（唐言奇特）庭宇显敝佛像工饰。僧徒肃穆精 勤匪怠。”
焉耆文的佛教文献有《弥勒会见记》等。

## 阿耆尼、乌夷
东晋《法显传》有記載：“复西北行十五日到乌夷国。僧亦有四千余人。皆小乘学。”英国汉学家理雅各在所译《高僧法顯傳》中考证“乌夷国”就是焉耆。
玄奘在《大唐西域記》中写道：“出高昌近地，自近者始，曰阿耆尼国。旧曰焉耆。”法国汉学家儒莲最早指出“阿耆尼”是梵文Agni的对音。伯希和指出，以Agni称呼焉耆见于566年的梵文典籍，那是在焉耆国受印度影响而崇信佛教之后，因此国名梵语化，而并非早已存在；早已存在的是土名“焉耆”。

## 延伸阅读
[在维基数据编辑]
 《欽定古今圖書集成·方輿彙編·邊裔典·焉耆部》，出自陈梦雷《古今圖書集成》
 《後漢書·卷88》，出自范晔《後漢書》
 《晉書·卷097》，出自房玄齡《晉書》
 《魏書·卷102》，出自魏收《魏书》
 《周書·卷50》，出自令狐德棻《周書》
 《北史·卷097》，出自李延壽《北史》
 《隋書·卷83》，出自魏徵《隋书》
 《舊唐書·卷198》，出自刘昫《舊唐書》
 《新唐書·卷221上》，出自《新唐書》